# بن درينكووتر
بن درينكووتر (بالإنجليزية: Ben Drinkwater)‏ مواليد 13 فبراير 1910 في إنجلترا - الوفاة 9 يونيو 1949 في جزيرة مان، كان متسابق دراجات نارية إنجليزي. نافس في سباقات بطولة العالم لفئة 350 سي سي ولفئة 50 سي سي. كما شارك في كأس جزيرة مان السياحية. توفي إثر حادث تعرض له أثناء السباق.